# Постоянная комиссия при Академии наук для пособия нуждающимся учёным, литераторам и публицистам
Постоянная комиссия при Академии наук для пособия нуждающимся учёным, литераторам и публицистам — организация, которая была образована при Петербургской Академии наук во исполнение Высочайшего указа от 13 января 1895 года, которым было повелено отпускать ежегодно из государственного казначейства по 50000 рублей (весьма значительная по тем временам сумма) для оказания необходимой помощи нуждающимся учёным, литераторам и публицистам, с возложением выдачи пособий на Академию наук, «как на первенствующее ученое сословие в империи». 

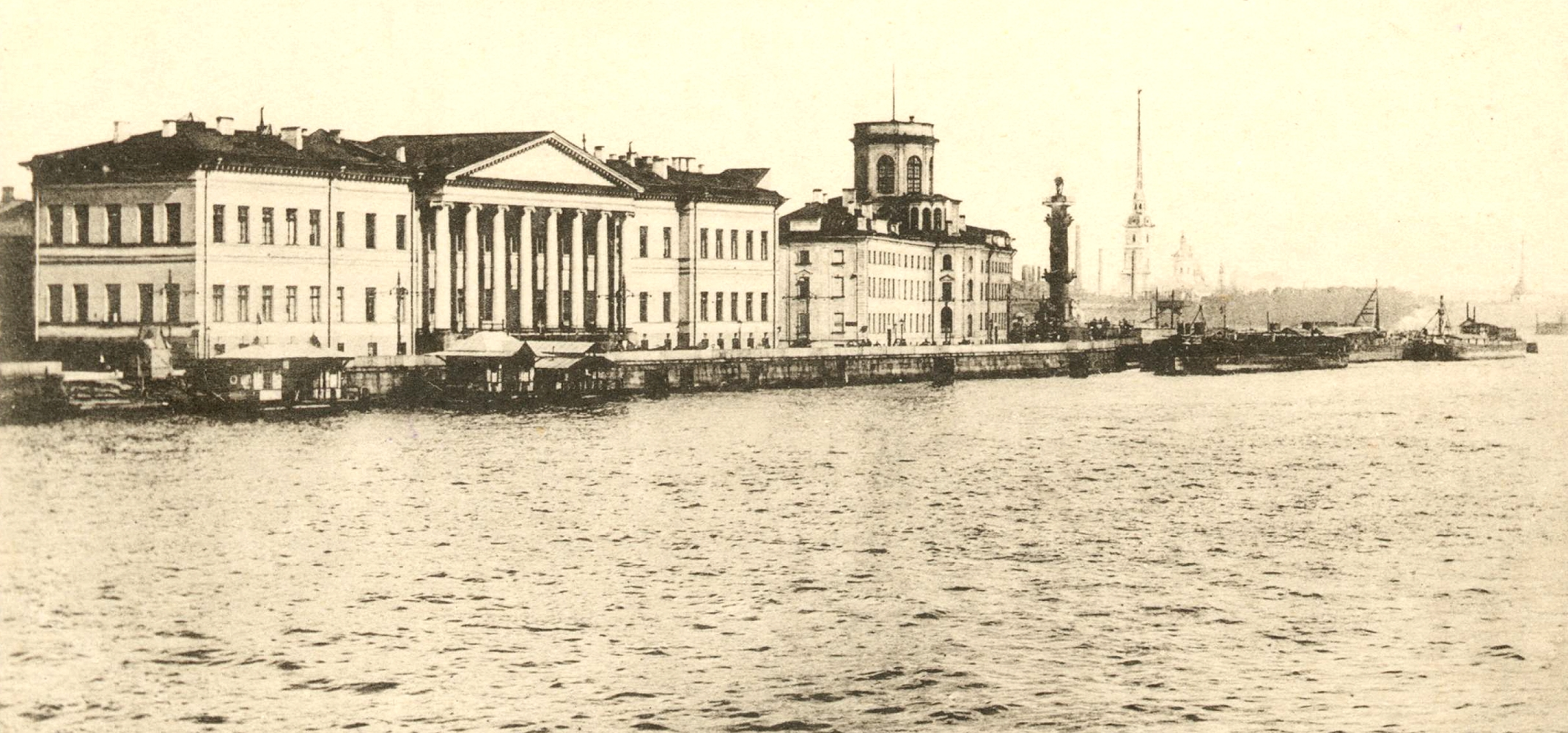
Здание Императорской Санкт-Петербургской академии наук

В состав комиссии входили: вице-президент и непременный секретарь Академии, два из действительных членов АН, избираемые общим собранием Академии на два года, и два лица из числа известных русских писателей, приглашавшиеся президентом Академии на один год; кроме того, избирались по одному запасному члену из числа академиков и писателей, на случай отсутствия того или другого из членов комиссии. Вице-президент Академии состоял председателем комиссии, а непременный секретарь — товарищем (заместителем) председателя. На содержание Постоянной комиссии и канцелярии при ней ассигновано по 3500 рублей ежегодно, сверх отпускаемых 50000 рублей. 
Вспомоществованиям, назначаемым комиссией, было присвоено наименование «пенсий и пособий Императора Николая II». Право на помощь имели лица, посвятившие себя исключительно занятиям на поприщах науки, словесности и печати; поэтому не могли назначаться ни пенсии, ни временные пособия лицам, принимавшим только случайное участие в науке и литературе, лицам ничего не напечатавшим и лицам, труды которых хотя и были опубликованы, но не имели отношения ни к науке, ни к литературе, ни к публицистике. 
Помощь назначалась в виде пенсий или в виде временных безвозвратных пособий, на пенсии могло быть обращено не свыше 3/5 ежегодного ассигнования в 50000 рублей. Пенсии могли быть назначены лицам, достигшим преклонных лет или впавшим в болезненное состояние, и притом не получающим пенсии из казны или каких-либо других источников; размер пенсии — не свыше 1200 рублей в год для семейного и 720 рублей для холостого; за вдовой, имеющей трёх и более детей, сохранялась пенсия её мужа. Временные пособия могли быть назначены как нуждающимся учёным, литераторам и публицистам, так и оставшимся по смерти их вдовам, сиротам, родителям, родственникам и воспитанникам, находившимся на попечении умерших; получение пенсии из казны или других источников не могло служить препятствием к назначению временного пособия, если получаемые пенсии не превышали 1500 рублей; временное пособие лицам, получающим пенсию свыше 1500 рублей, могло быть назначено только в исключительных случаях по единогласному решению комиссии. 
В 1897 году в Постоянную комиссию при Академии наук для пособия нуждающимся учёным, литераторам и публицистам поступило 451 ходатайство о пособии, из которых было удовлетворено 271 ходатайство. Имена лиц, получивших от комиссии какую-либо помощь, не подлежали оглашению. Пенсий в указанном году было выдано на 16932 рублей, единовременных пособий — на 10980 рублей, пособий рассроченных помесячно — на 24215 рублей.